# Neoclassicismo em Portugal
O Neoclassicismo surgiu em Portugal no último quartel do século XVIII. Começou por ter uma maior expressão no Porto e só depois se estendeu para Lisboa. Prolongou-se até metade do século XIX, tendo, em alguns casos, chegado até ao século XX.

## Contexto histórico

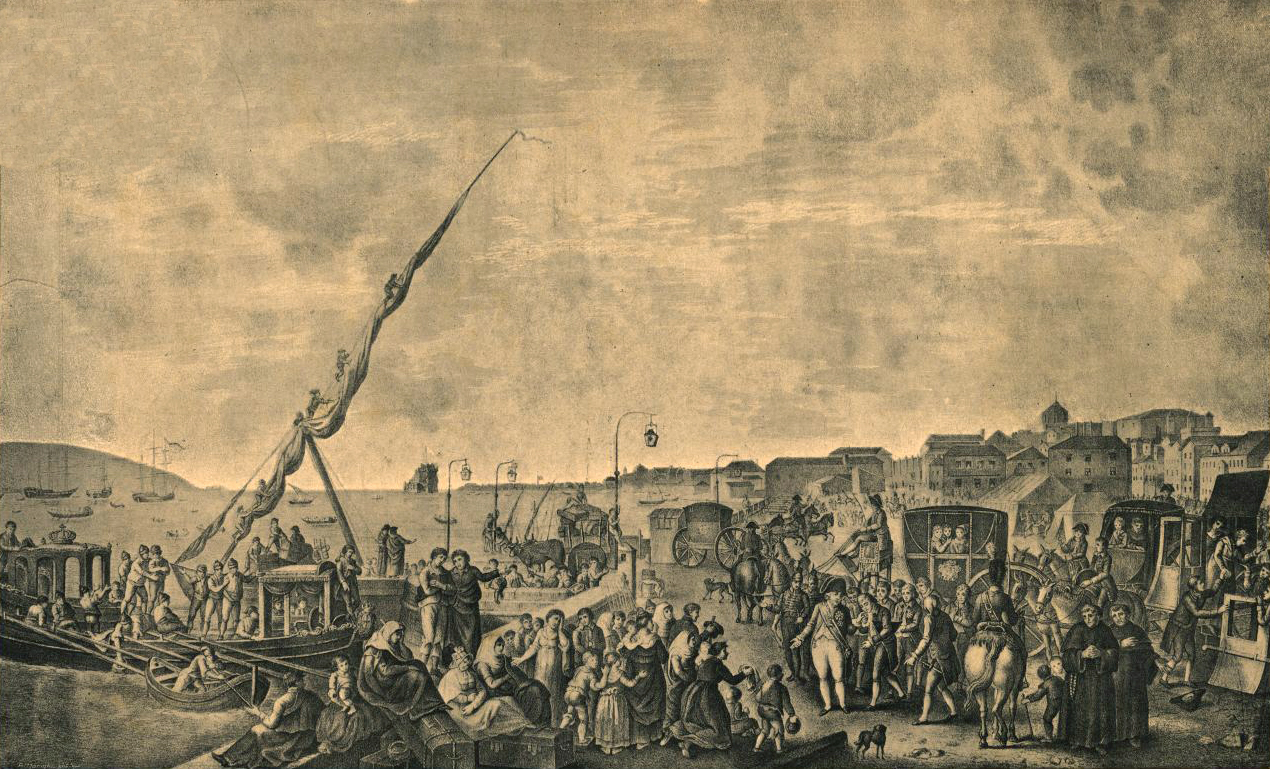
Embarque para o Brasil de D. João VI.

Devido ao fator de um surgimento numa época muito conturbada, o Neoclassicismo em Portugal desenvolve-se de modo muito próprio, debatendo-se com problemas de ordem artística e econômica, impondo uma periodização diferente do resto da Europa. Assiste-se muito cedo ao desenvolvimento de uma arquitetura pré-clássica, que permanece durante todo o final do século XVIII. Na segunda metade do século, um pouco mais tarde que no resto da Europa, surge, principalmente em Lisboa e Porto, o Neoclassicismo, para, no início do século XIX, se assistir a uma quase paragem dos programas artísticos. Este facto deve-se à grande instabilidade provocada por uma sucessão de acontecimentos avassaladores para o país, nomeadamente a fuga da família real para o Brasil em 1807 (facto de importância fundamental para os dois países), invasões francesas, posterior/consequente domínio inglês, revolução liberal em 1820, regresso da família real em 1821, independência do Brasil e a perda do comércio colonial em 1822. Pouco depois ocorre a contra revolução absolutista, originando as guerras liberais, o que mantém a instabilidade até 1834, permitindo o normal desenvolvimento artístico e econômico apenas quase a meio do século. Em face do exposto não é de admirar que o estilo permaneça, a par do Romantismo, até ao início do século XX.

## Antecedentes -Pombalino

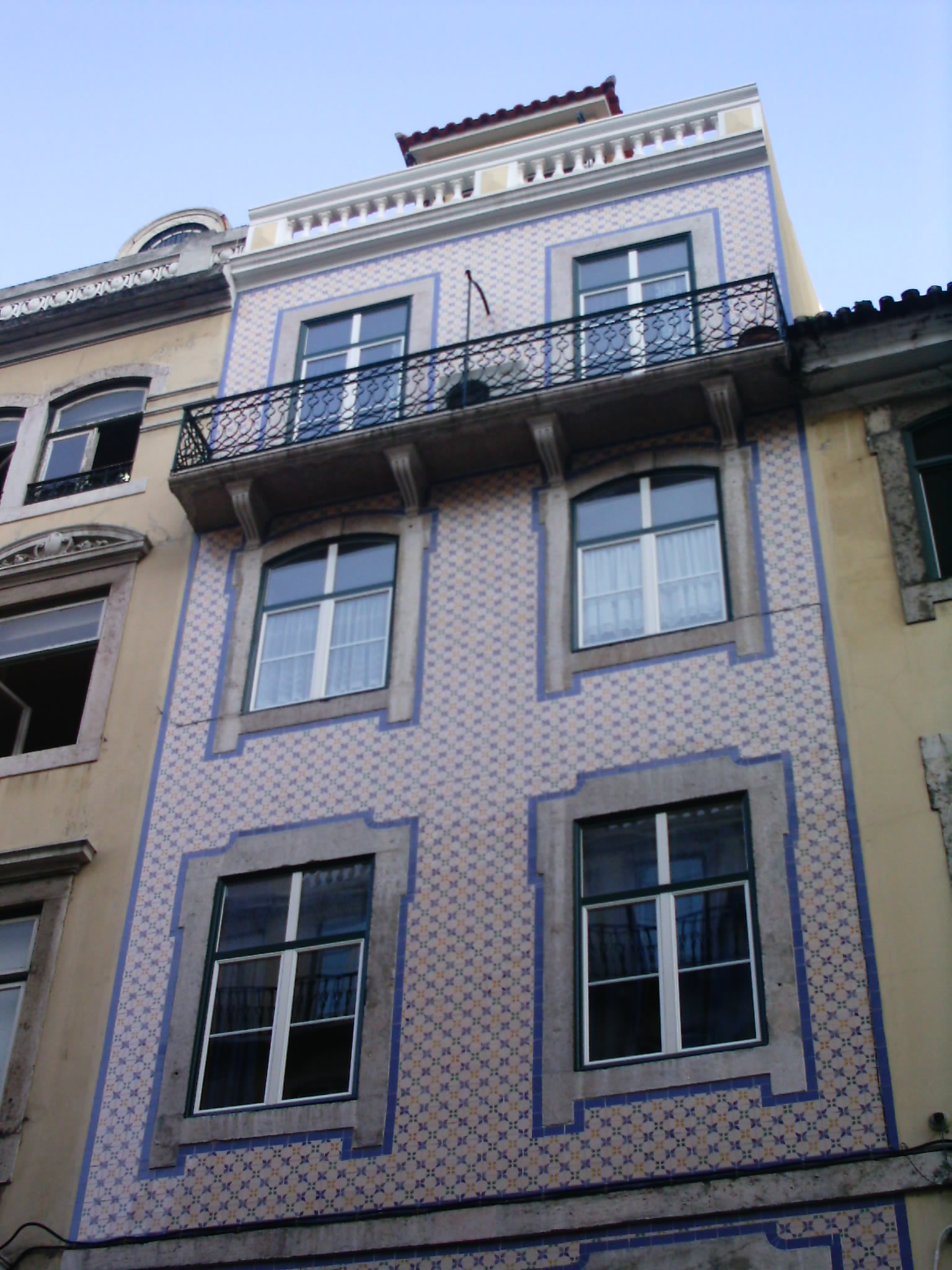
Fachada de um prédio na Baixa Pombalina, em Lisboa.

Enquanto a Europa assiste ao surgimento do gosto neoclássico, durante a segunda metade do século XVIII, Portugal tenta recuperar do catastrófico terramoto de 1755, durante o reinado de D. José , criando a arquitetura pombalina, o que condiciona, logo à partida, o normal desenvolvimento do Neoclassicismo em Portugal.
A arquitetura pombalina é um sistema de construção pré-fabricado anti-sísmico, o primeiro utilizado em grande escala, que serve para reconstruir a arrasada cidade de Lisboa. Muito moderno para a época, segue a arquitectura Rococó, retirando toda a decoração, e impondo uma sobriedade claramente de influência clássica. Enquanto na Europa os edifícios perdem gradualmente decoração, até se começar a impor os modelos clássicos, em Portugal desenvolve-se uma arquitectura elegantemente sóbria, ainda sem ordens arquitectónicas clássicas, mas já com uma racionalidade pré-clássica, submetendo tudo à funcionalidade, fazendo um corte real com a fortíssima tradição do Barroco e mesmo do Rococó. O edifício é de tal modo simples e moderno, para a época, que na verdade não foi verdadeiramente sentida a necessidade de impor um autêntico Neoclassicismo como no norte da Europa. O principal exemplo talvez seja a Igreja dos Mártires, em pleno centro de Lisboa, ainda com decoração Rococó nas portas e janelas, mas com um esquema clássico visível nas pilastras e frontão triangular que dominam os três corpos simulados. Infelizmente a historiografia da arte nunca deu grande importância a este fato, reduzindo-o a uma variante do gosto dominante, nem percebeu a importância desta arquitetura, porque se limita a querer ver Rococó francês ou Neoclassicismo de influência grega e romana, num programa construtivo de grande escala, renovador e demasiado moderno para o seu tempo, que ultrapassa a sua época. Por isso esta aproximação entre pombalino e Neoclassicismo será, no mínimo, polêmica e, certamente, muito contestada nos meios académicos demasiado ocupados a desvalorizar a criatividade nacional para perceberem o que é evidente. É, sem dúvida, um resultado do iluminismo, porque elimina tudo o que é supérfluo submetendo a construção à razão, mas também consequência da necessidade renovadora vivida no continente europeu. Posteriormente, com a reconstrução da cidade já muito avançada, entra o Neoclassicismo por duas vias distintas – Lisboa e Porto.

## Arquitectura
Considera-se que em termos internacionais o Neoclassicismo surge entre 1750 e 1760, enquanto em Portugal, pelas razões apresentadas em cima, se começa a desenvolver durante a década de 1770, com a construção do Picadeiro Real (actual Museu Nacional dos Coches), em Lisboa, e Hospital de Santo António no Porto.

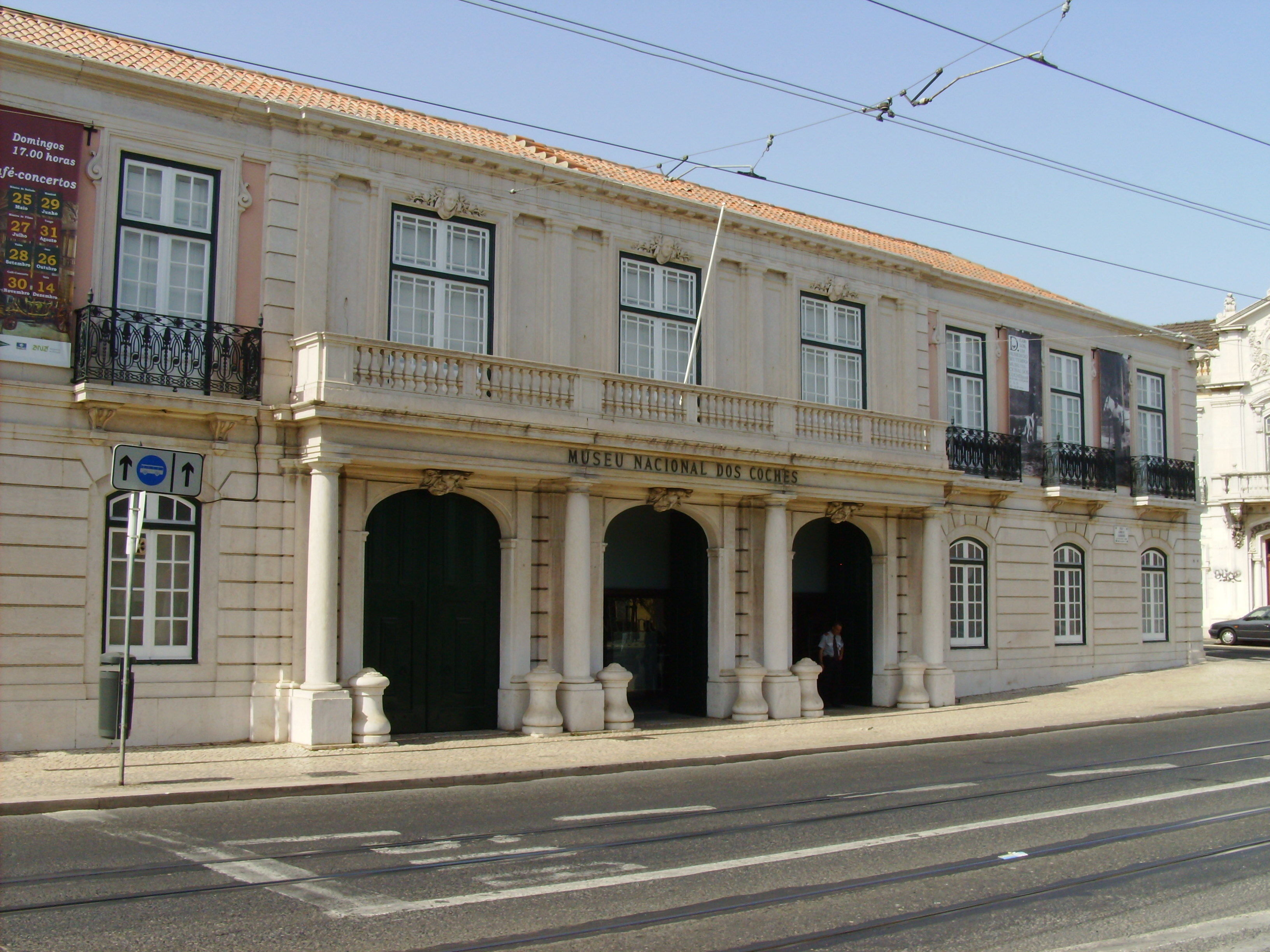
Entrada principal do Museu Nacional dos Coches em Lisboa

Facto bastante curioso é a clara diferença entre as duas cidades. Lisboa recebe influências italianas devido ao gosto dominante na corte, enquanto que a cidade do Porto, em resultado da importante comunidade britânica presente na cidade, desenvolve edifícios de forte influência inglesa, por vezes quase neopalladianos como o Hospital de Santo António. No entanto, o forte carácter funcional é uma das características comuns entre os dois pólos. Posteriormente, devido ao facto de os estudantes de arte concluírem os estudos em Roma, o norte converte-se ao classicismo romano em detrimento do palladianismo.
Em suma, pode considerar-se que o edifício neoclássico português é simples, muito funcional, submetendo tudo ao carácter utilitário, simétrico, é constituído normalmente por três corpos sendo o central sugerido ou pouco avançado, ornamentado com pilastras, poucas colunas, varandas ou varandins, arcada no piso térreo funcionando como embasamento, aparelho (rusticado ou não), balaústres, com pouca ou nenhuma decoração escultórica, sendo esta essencialmente arquitectónica (talvez consequência dos tempos difíceis, mas também, sem dúvida, como reflexo da muito prática simplicidade pombalina). No entanto esta afirmação é demasiado redutora porque ao estudar os edifícios individualmente nos apercebemos de uma grande diversidade de soluções. Os exemplos são numerosos variando entre edifícios mais simples mas muito marcantes, como a Feitoria Inglesa no Porto ou os banhos de São Paulo em Lisboa, até às grandes obras como o Teatro Nacional de São Carlos,  Teatro Nacional D. Maria II, Palácio Nacional da Ajuda e o Palácio de São Bento (Assembleia da República), em Lisboa, ou Hospital de Santo António e Palácio da Bolsa, no Porto. Existem, ainda, variados exemplos, como igrejas, palácios ou edifícios públicos um pouco por todo o país.

### Porto

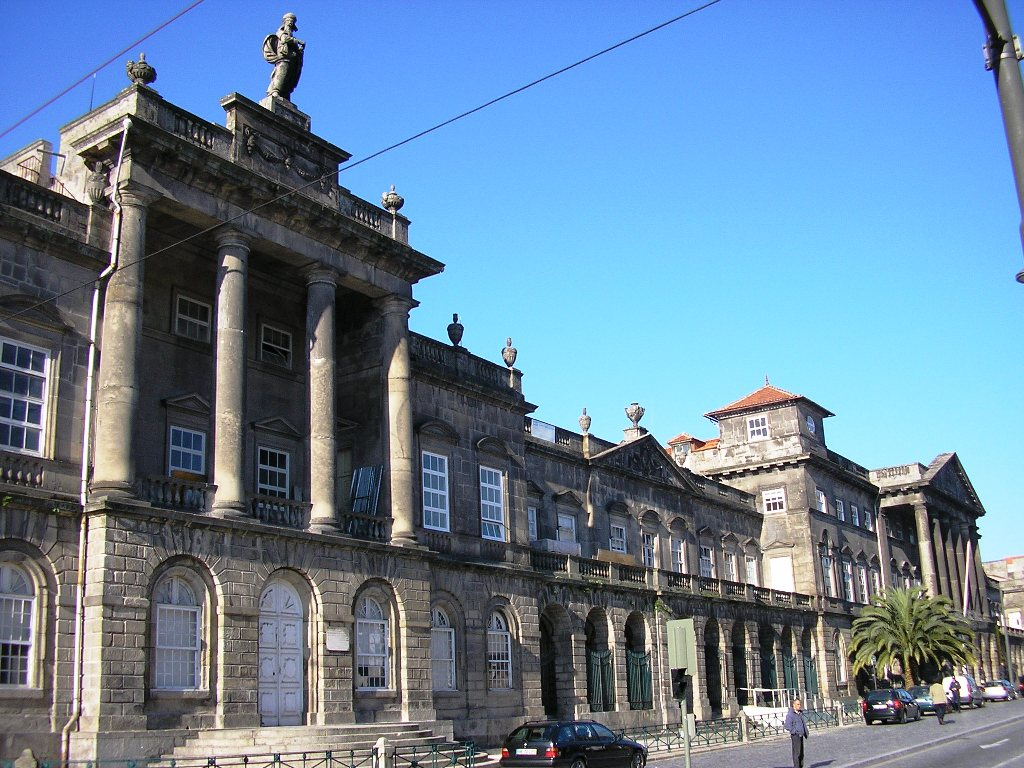
Hospital de Santo António, no Porto.

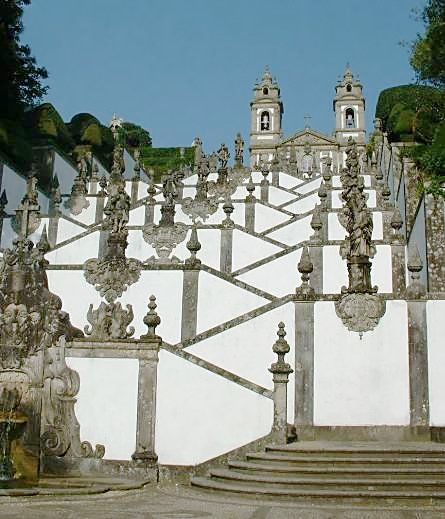
Bom Jesus do Monte, em Braga.

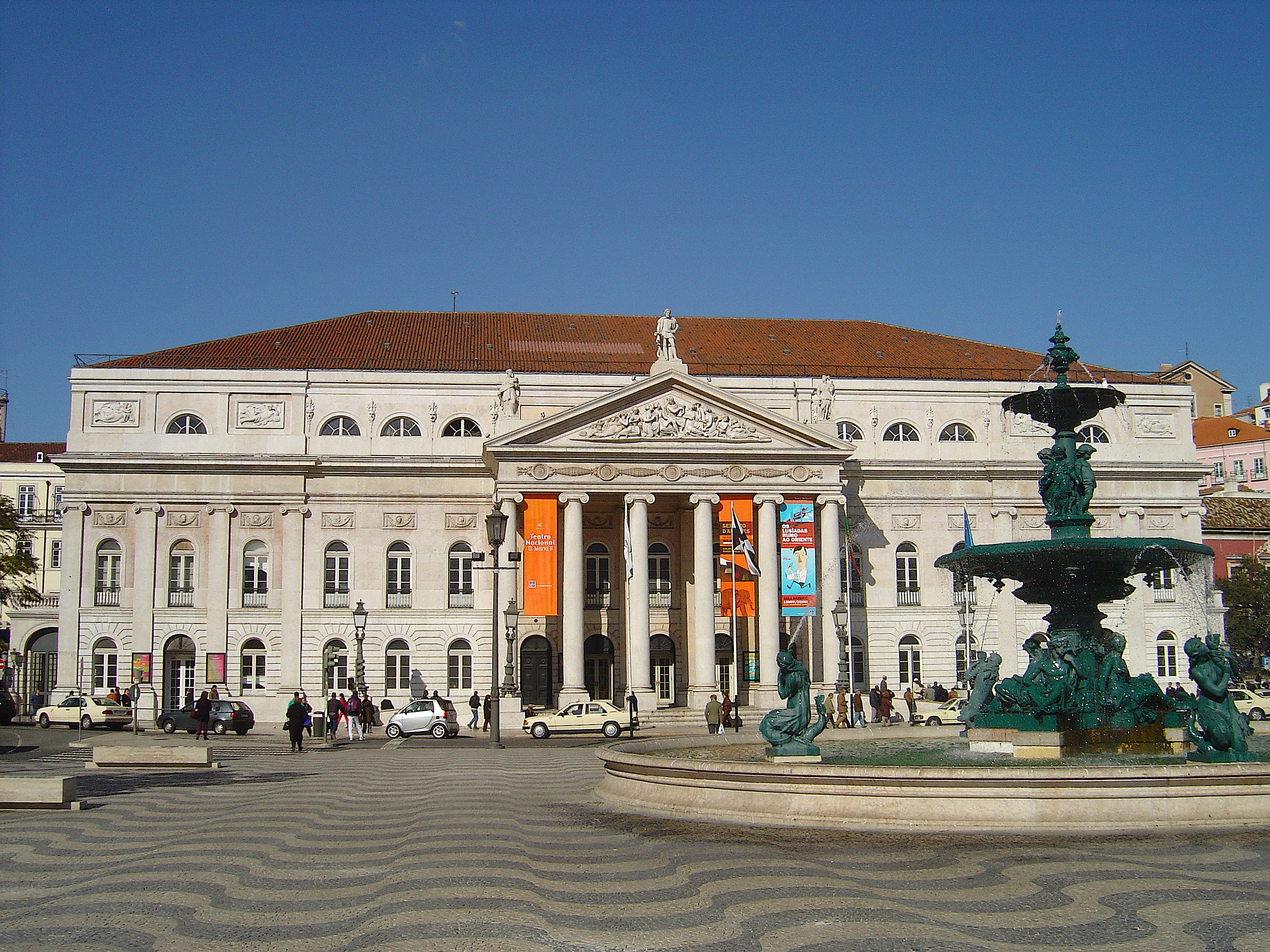
Teatro Nacional D. Maria II, em Lisboa.

O Hospital de Santo António, de John Carr no Porto, foi construído para ser o hospital da Misericórdia, nos terrenos vagos fora da cidade. É o mais palladiano dos edifícios portugueses. Desenvolve-se em vários andares, de modo sóbrio, simples e simétrico, mas com volumes bem definidos animando a superfície. Possui no piso térreo arcada e aparelho, formando um embasamento. Corpo central com colunas, simulando um templo clássico, ladeado por vários corpos que avançam e recuam até aos torreões nas esquinas. O primeiro piso é recuado, possuindo varanda e balaustrada, lateralmente ao corpo central, com várias portas coroadas por frontões triangulares e curvos. A decoração é muito resumida, limitando-se a algumas (poucas) esculturas, urnas e elementos arquitectónicos clássicos. Encontra-se próximo da Antiga Cadeia da Relação.

A Feitoria Inglesa, de John Whitehead, no Porto, é outro exemplo palladiano. Prédio urbano, inserido numa esquina, com arcada e aparelho no piso térreo, como um embasamento. Janelas simples no primeiro e terceiro andar, mas varandins com portas, no segundo andar, coroadas por frontões curvos e triangulares. Três corpos, sendo o central sugerido, frontão rectangular com grinaldas e balaustrada. Simplicidade, simetria e elegância.
- Alfândega do Porto
- Igreja da Lapa
- Igreja Matriz do Bonfim
- Palácio da Bolsa
- Reitoria da Universidade do Porto

### Braga
O Santuário do Bom Jesus do Monte, de Carlos Amarante, em Braga é um conjunto monumental, ladeado por jardins, de grande efeito cenográfico, inserido no monte da Falperra, com o imponente escadório das virtudes, capelas e igreja. O edifício possui três corpos, sendo o central ligeiramente avançado, com frontão decorado, pilastras jónicas, três janelões, varanda, com escultura e balaústres, suportada por colunas, alternando com nichos e portal. Os corpos laterais suportam as torres sineiras, encontrando-se divididos em andares com janelões e varandins de balaústres no segundo andar.

### Lisboa
O Palácio Nacional da Ajuda, de José da Costa e Silva e Francisco Xavier Fabri, em Lisboa foi iniciado apenas em 1795, quando se tornou óbvia a necessidade absoluta de um novo palácio real em Lisboa. Devido ao facto de o antigo Paço da Ribeira ter ficado completamente destruído com o terramoto de 1755, e as soluções provisórias, como a transferência da corte para o Palácio Nacional de Queluz, Palácio Nacional de Belém, Palácio das Necessidades ou a “real barraca” (palácio em madeira feito depois do terramoto de 1755 e destruído por um incêndio em 1794 destruindo o seu sumptuoso recheio), serem claramente insatisfatórias. É de notar o facto de se ter dado prioridade à reconstrução da cidade, albergando primeiro o povo, sujeitando-se a casa real e a corte a soluções temporárias ou transitórias, esperando-se quarenta anos para iniciar as obras do verdadeiro palácio real, numa altura em que a situação era claramente insustentável – abona muito em favor dos governantes da época ao contrário do que consideram a maioria dos autores. É um edifício com três corpos e torreões nos cantos. O corpo central possui dois pisos, com três arcos nos dois andares, varanda suportada por colunas e friso com frontão sustentado por meias colunas. Os corpos laterais associam pilastras a janelas, no rés-do-chão, e varandins, no primeiro piso. O conjunto é coroado por balaustrada e, nos torreões, alguma decoração escultórica. O conjunto é monumental e austero.
O Teatro Nacional D. Maria II, de Fortunato Lodi, em Lisboa foi construído bem no centro de Lisboa, mais concretamente no Rossio (a segunda praça mais importante da cidade e seu coração), o teatro pretendia colmatar a necessidade de um grande edifício dedicado exclusivamente à representação teatral, como já existia para a opera. É a obra neoclássica mais marcante da cidade, talvez devido ao local onde se encontra, influenciando as posteriores construções neoclássicas da capital. É um impressionante edifício de três corpos, sendo o central constituído por seis colunas de capitel jónico e um frontão decorado. Os corpos laterais simulam torreões nos cantos alternando pilastras e varandins. O piso térreo possui aparelho e, nas fachadas laterais, varandas largas sobre arcadas. O conjunto é simétrico e funcional mas, ao contrário do tradicional gosto português, decorado com relevos e escultura, quebrando a já habitual sobriedade do neoclassicismo português.

## Escultura
Quando se fala de escultura neoclássica internacional é importante compreender a importância dos paradigmas clássicos. Tentando ultrapassar os já cansados modelos vindos do Barroco e do Rococó, caracterizados pelo movimento e dinamismo, assume-se uma representação baseada no historicismo, bem como de toda a carga ideológica que se associava ao classicismo. A escultura torna-se serena e estática, muito próxima da Grécia e Roma, verdadeiro motivo inspirador, sendo por vezes quase cópia (como em certas obras de Canova ou Thorvaldsen). Atinge a absoluta perfeição técnica e uma minúcia invulgar para o trabalho em pedra. O nu converte-se no elemento fundamental, glorificando a personagem representada, quer seja de corpo inteiro, em busto ou em relevo, por vezes com roupagens que pouco ou nada cobrem. Em consequência a criatividade é submetida à técnica e aos cânones, desenvolvendo obras impessoais, inexpressivas e de composição muito simples. O número de grandes artistas é relativamente reduzido, sendo difícil, ao comparar as obras, encontrar formas de expressão pessoal, devido ao respeito pelos modelos do passado clássico.

### Condicionantes
A escultura neoclássica em Portugal reflecte, também, a complexa conjuntura vivida nesta época. Por isso adapta-se ao gosto local e, devido à sucessão de acontecimentos políticos e militares, desde as invasões francesas até à instauração definitiva do regime liberal, tem uma expressão relativamente reduzida.
Outro factor fundamental é a importância da oficina do Palácio Nacional de Mafra e da carismática figura de Machado de Castro. Este artista, figura principal do Rococó português, dirige as obras de escultura tanto em Mafra como na Ajuda,  principais núcleos do Neoclassicismo em Portugal, abrandando, de certo modo, o seu desenvolvimento.

### Características e principais artistas
A escultura neoclássica em Portugal segue a grande corrente internacional. Inspira-se nos modelos clássicos e desenvolve uma grande simplicidade formal como reação aos dinâmicos modelos anteriores. Como a tradição católica era muito forte o nu tem pouca utilização, por ser socialmente mal visto, recorrendo a roupas de inspiração clássica, por vezes rígidas, mas tentando seguir os cânones do estilo. É serena, tenta ser impessoal, mas devido à influência da tradição Rococó os vários artistas conservam alguma linguagem pessoal.
O principal escultor é, sem dúvida, João José de Aguiar. Nascido em 1769 destaca-se nos estudos e é enviado para Roma onde termina a sua preparação no atelier de Canova. Esta oportunidade, de estudar com um dos maiores escultores do seu tempo, foi bem aproveitada e o resultado é visível na qualidade da sua obra. Executou, ainda em Itália, várias obras das quais se destaca o monumento à rainha D. Maria I em 1797. A rainha é apresentada como uma figura romana, ladeada por quatro figuras femininas, cada uma representando um dos continentes por onde se estendia o império português. Com a morte de Machado de Castro, Aguiar ocupa o lugar deixado vago nas obras do Palácio Nacional da Ajuda, executando um conjunto de esculturas decorativas. Também são da sua autoria algumas obras em bronze destinadas ao altar-mor de Mafra. A sua principal realização é a escultura em corpo inteiro de D. João VI , para o Hospital da Marinha realizada em 1823.
Outros escultores estiveram activos nesta época, também com obra importante, sendo os principais:
- Faustino José Rodrigues – aluno de Machado de Castro, trabalhou no Palácio Nacional da Ajuda, para onde executou várias obras,  e chegou a ser professor da Aula de Desenho. É o autor do túmulo da rainha D. Maria I, na Basílica da Estrela, já completamente clássico. Faz a transição entre o Rococó e o Neoclassicismo.

- Barros Laborão – tornou-se o director das obras de escultura no Palácio Nacional de Mafra após morte de Alessandro Giusti (anterior responsável), com quem tinha estudado, desenvolvendo importante obra. Também trabalhou para o Palácio Nacional da Ajuda.

## Pintura
De todas as expressões artísticas do neoclassicismo a pintura é a única que não segue integralmente os modelos clássicos devido, principalmente, à inexistência de referências, gregas ou romanas, onde se fundamentar. O reduzido legado pictórico da antiguidade resume-se a alguns pinturas murais em Herculano e Pompeia, cidades soterradas pela erupção do Vesúvio, mostrando uma técnica muito inferior à então praticada na Europa do século XVIII. Assim, procurou alternativas, enveredando principalmente por uma pintura de história, inspirada no rigor técnico da escultura, onde se privilegiava o desenho e a ideologia, em detrimento da cor. Os temas baseavam-se em Roma e Grécia clássica, tentando reproduzir ambientes com rigor arqueológico, suportados por uma técnica absolutamente perfeita, mas explorando, também, a história contemporânea e o retrato, entre outros. O contraste claro escuro é acentuado, o desenho rigoroso e a cor pouco expressiva, sugerindo um ambiente austero, reforçando a ideia de simplicidade, por sua vez baseada numa composição com linhas dominantes horizontais e verticais, sem esquemas dinamicos, transmitindo a ideia de severidade pretendida. A questão ideologica é considerada muito importante, essencialmente devido à idealização da antiguidade, como uma época de grandes ideais, a seguir pela sociedade daquele período.

### Características e principais artistas
A pintura neoclássica em Portugal segue, como as outras formas artísticas, a corrente internacional. É, de novo, condicionada pelas particularidades da complicada situação nacional, dividindo-se entre vários artistas portugueses e estrangeiros. Utiliza temáticas variadas, desde a pintura de história até à paisagem, passando por cenas pitorescas, mitologia e religião. Entre outros destacam-se Vieira Portuense e Domingos António Sequeira, também conhecido por Domingos Sequeira, como figuras dominantes. Merecem, no entanto, referencia outros artistas:
- António Manuel da Fonseca (1796 - 1890)– conheceu algum destaque durante a sua vida, chegando a participar nas exposições universais do fim do século XIX. Pintor de história e mitologia é actualmente associado à monumental obra Eneias salvando o seu pai do incêndio de Troia, sua obra-prima, e uma das grandes obras do classicismo português. Ensinou pintura de história durante cerca de 30 anos na Academia de Belas- Artes de Lisboa.

- Nicolas Delerive (1755 - 1818)– Artista francês que se destacou na pintura pitoresca.

### Vieira Portuense
Francisco Vieira de Matos, mais conhecido por Vieira Portuense, por ser natural da cidade do Porto, filho de um comerciante que fazia pintura nos tempos livres, nasce em 1765. Pouco se sabe da sua juventude, mas é provavel que se tenha destacado logo desde o início dos seus estudos, ainda no Porto. Aprende com o pai os rudimentos da pintura, desenvolvendo posteriormente a técnica com João Glama Ströberle e Jean Pillement, quando este fez prolongada estadia na cidade cerca de 1782. Em 1787 matricula-se na Aula Regia de Desenho em Lisboa, muito provavelmente pensando evoluir num ambiente mais cosmopolita, como a capital do reino, junto da corte. Deve ter-se destacado nos estudos porque em 1789 parte para Roma, prémio muito cobiçado mas apenas atribuído aos melhores alunos, para completar a formação na cidade eterna.
Em Itália amplia os seus conhecimentos artísticos e desenvolve importante actividade, chegando a retratar a família ducal de Parma e intitulando-se, a partir desta fase,  pintor de história, o mais prestigiado grau hierarquico na carreira. Viaja pela Europa e entra nos círculos culturais mais prestigiados, tornando-se intimo de Angelika Kauffmann, entre outros. Regressa a Portugal apenas em 1800, sendo nomeado "Lente (professor) da Aula de Desenho" do Porto. Em 1803 é nomeado "Pintor da Real Corte", título muito prestigiante na época e suficiente para garantir a sua independência económica. Posteriormente torna-se Director da Aula de Desenho em Lisboa. Morre em 1805 na Cidade do Funchal com 40 anos. Para alguém tão jovem este acumular de títulos e cargos mostra o prestígio que possuía.
A sua obra é muito interessante, participando no que de mais moderno se fazia na Europa e com a qualidade dos grandes pintores internacionais. Faz a transição entre o Rococó e Neoclassicismo, modernizando a pintura portuguesa e impulsionando  a pintura de história em Portugal.  Ajuda a desenvolver, também, outros géneros artísticos como a paisagem, pintura religiosa e mesmo a gravura, chegando a ser um precursor do Romantismo. Destacam-se entre muitas outras as seguintes obras: Cabeça de Velho – 1793 – Galeria Nacional de Parma; S. João mostrando o Messias – 1792, Fuga de Margarida de Anjou – 1798 – Museu Nacional Soares dos Reis; Morte de Santa Margarida de Cortona – 1799, Lamentação sobre Cristo Morto – 1800, Júpiter e Leda – 1798,  – Museu Nacional de Arte Antiga; Leonor e Eduardo I de Inglaterra na Palestina – 1798 – Feitoria Inglesa do Porto; Dona Filipa de Vilhena armando os seus filhos cavaleiros – 1801 – Colecção privada.

### Domingos António Sequeira
Nasceu em Lisboa em 1768, mostrando logo um talento invulgar, primeiro na Aula de Desenho da Casa Pia de Lisboa e depois com pintores locais. Em 1788 é enviado para Roma, onde termina os estudos de pintura, acabando por ser eleito "Académico de Mérito" em 1792. Viaja por Itália, pinta por encomenda e em 1795 regressa a Portugal. Em 1802 é nomeado Primeiro Pintor da Câmara e da Corte e Professor de desenho das princesas, um ano antes de Vieira Portuense. Em 1805 é nomeado Director da Aula de Desenho do Porto. Com a fuga da família real para o Brasil devido às invasões francesas, inicia-se um período de grande instabilidade, um pouco semelhante ao que Goya iria viver em Espanha, sendo obrigado a pintar sucessivamente para os invasores franceses e posteriormente para os ingleses, que supostamente vieram libertar o país. Com o primeiro liberalismo pensa ter encontrado a estabilidade definitiva, mas em consequência da Contra – Revolução absolutista, em 1823, parte para França, participando nas exposições oficiais, para posteriormente se instalar definitivamente em Roma. Nesta cidade o seu prestígio ainda não tinha sido esquecido, tornando-se conselheiro da Academia de São Luca. Morre em 1837. Antes do fim da vida é nomeado em Portugal "Director da Academia de Belas Artes de Lisboa”, cargo que nunca chega a tomar pose, pelo novo regime liberal consagrando uma carreira dedicada à pintura.
Por ter vivido mais tempo que Vieira Portuense consegue fazer a transição entre Neoclassicismo e Romantismo, desenvolvendo uma obra mais completa.Explora várias temáticas, mostrando-se genial em todas, desde a alegoria ao retrato, passando pela pintura de história, religiosa e pitoresca (cenas da vida local). A alegoria ocupa um lugar importante, quer sejam feitas para os portugueses, como para os invasores franceses ou libertadores ingleses, sendo por vezes "obrigado" a pintar de modo a evitar problemas. Destacam-se: Junot Protegendo a Cidade de Lisboa - 1808 – Museu Nacional Soares dos Reis; Alegoria às virtudes do Príncipe Regente D. João - 1810 – Palácio Nacional de Queluz; Apoteose de Wellington - 1811? - Museu Nacional de Arte Antiga. No retrato também mostra uma qualidade e uma evolução notáveis, desde o primeiro classicismo até a um romantismo assumido e de grande qualidade. E de referir o Auto – retrato a lápis, de 1785, ainda com influências Rococó, o Retrato do Conde de Farrobo, datado de 1813, completamente neoclássico, o Retrato dos filhos, cerca de 1816 já assumidamente romântico, ou o Retrato de José Clemente de Mendonça e Mendes, feito em 1819, com um individualismo revelador do Romantismo pleno. É fundamental uma referência ao conjunto de estudos elaborado para os retratos dos deputados da Assembleia Constituinte, elaborados cerca de 1821, onde tenta atingir o retrato psicológico individual. A sua pintura religiosa é notavel. A série sobre a vida de cristo, realizada entre 1827 e 1832, são verdadeiras obras-primas. Com um domínio magistral da luz, aproxima-se da forma difusa, apenas comparável a Rembrant e Turner.
Outra das suas grandes obras é o desenho das peças constituintes da grandiosa baixela oferecida por Portugal a Wellington, como agradecimento pelas campanhas napoleónicas, executada a partir de 1812 e oferecida em 1816. Verdadeiramente admirável.

## Artes decorativas
As artes decorativas foram, de novo, resultado da sua época. A talha e o azulejo atravessam um período de originalidade caindo, posteriormente, nos modelos historicistas que caracterizam o século XIX.

### Talha
A talha é rara, porque foram construídas poucas igrejas nesta época, mas não deixa de ser interessante a sua adaptação a modelos clássicos de inspiração romana. Abandona a cobertura dourada dos estilos anteriores, assumindo a sobriedade e simplicidade através da cor branca, como na arquitectura clássica. A ausência de decoração e total sobriedade são, no mínimo, desconcertantes, essencialmente por estarmos habituados à sumptuosidade dourada barroca e rococò. Esta transição para o branco foi gradual e assumida como um importante corte com a tradição anterior. Existem, também, obras douradas que nos parecem muito mais impressionantes, devido ao grande efeito cenográfico do ouro, como a talha do Bergantim real no Museu de Marinha em Lisboa, entre outras. Existem, mesmo assim, alguns exemplos dignos de nota como a Igreja da Ordem Terceira de São Francisco e o altar da Igreja da Lapa (Porto), entre outros. Devido à necessidade de respeitar as ordens arquitectónicas clássicas, necessitando, por isso, de seguir modelos e esquemas preconcebidos, perde gradualmente a originalidade. A conservação das obras desta época é fundamental pela sua raridade e como expressão do gosto de uma época.

### Azulejo
O azulejo é mais abundante e desenvolve-se principalmente durante o reinado de D. Maria I, abrangendo essencialmente o primeiro Neoclassicismo, mas existem, ainda, alguns bons exemplos do início do século XIX. Apesar de ser uma forma decorativa tipicamente portuguesa, soube adaptar-se ao espírito da época e às formas decorativas de origem clássica. Esta facilidade de adaptação deve-se, principalmente, às semelhanças existentes entre a técnica do azulejo e a pintura mural de Herculano e Pompeia, principais fontes inspiradoras dos motivos utilizados, bem como a fácil adaptação dos motivos decorativos. Assim, é frequente a utilização de flores, grinaldas, medalhões com cenas figurativas, fitas, laços, vasos e outros, em fundo branco contrastando com motivos coloridos. A originalidade é notável, constituindo um dos elementos mais singulares do Neoclassicismo português.